# NGC 3026
NGC 3026 (другие обозначения — UGC 5279, IRAS09480+2847, MCG 5-23-43, KARA 377, ZWG 152.74, KUG 0948+287, PGC 28351) — спиральная галактика в созвездии Льва. Открыта Льюисом Свифтом в 1886 году.
Относится к галактикам с низкой поверхностной яркостью. В её кривую вращения наибольший вклад вносит гало. Профиль линии нейтрального атомарного водорода в галактике более узкий, чем профиль линии H-альфа, что означает более высокую скорость движения вещества, излучающего в этой линии.
Этот объект входит в число перечисленных в оригинальной редакции «Нового общего каталога».